# Campeonato Pan-Americano de Ginástica Aeróbica de 2023
O Campeonato Pan-Americano de Ginástica Aeróbica de 2023 foi realizado em Lima, Peru, de 7 a 11 de novembro de 2023. A competição foi aprovada pela Federação Internacional de Ginástica.

## Medalhistas

### Sênior
| Evento               | Ouro                | Prata                 | Bronze                 |
| -------------------- | ------------------- | --------------------- | ---------------------- |
| Individual masculino | Lucas Barbosa (BRA) | Iván Veloz (MEX)      | Alberto Nava (MEX)     |
| Individual feminino  | Tamires Silva (BRA) | Thais Fernandez (PER) | Bianca Henriquez (CHI) |
| Duplas mistas        | Brasil              | Argentina             | Argentina              |
| Trio                 | Argentina           | Peru                  | Argentina              |
| Grupo                | Argentina           | Peru                  | Argentina              |
| Dança                | Argentina           | México                | Uruguai                |